# Port-de-Piles
Port-de-Piles è un comune francese di 550 abitanti situato nel dipartimento della Vienne nella regione della Nuova Aquitania.

## Società

### Evoluzione demografica
Abitanti censiti